# Фауна Африке
Фауна Африке, у ширем смислу, су све животиње које живе у Африци, као и морима и острвима која је окружују. Карактеристичнија афричка фауна се налази у афротропском екорегиону. Лежи готово потпуно у тропским областима и подједнако јужно и северно од екватора, те тако ствара повољне услове за богату дивљину.

## Порекло афричке фауне
Док најранији трагови живота у записима Африке потичу од најранијих времена, формирање афричке фауне, какву је данас знамо, почело је са поделом суперконтинента Гондване у средњем мезозоику.
Након тога, разликују се четири до шест фаунских скупова, Афричких Фаунских Слојева (АФС). Изолација Африке на махове је прекидана испрекиданим "филтерским правцима" који су је повезивали са осталим континентима Гондване (Мадагаскар, Јужна Америка и можда Индија), али углавном са Лауразијом. Размене са Гондваном биле су ретке и углавном је то било расипање изван Африке, док су размене са Лауразијом биле бројне и двосмерне, иако су углавном биле из Лауразије у Африку. Упркос овим везама, изолација је резултирала изузетним удаљењем, лошом разноликошћу и појавом ендемичних врста у Африци. Мадагаскар је био одвојен од континенталне Африке током распада Гондване раније у креди, али је вероватно био поново повезан са копном у еоцену.
Прва неогенска размена фауне одвијала се у средњем миоцену (када су уведени Myocricetodontinae, Democricetodontinae и Dendromurinae).
Током раног терцијара, Африку је покривала огромна зимзелена шума насељена ендемском шумском фауном са многим врстама заједничким са јужном Азијом. У плиоцену клима је постала сува и већина шуме је уништена, шумске животиње су се склањале на преостала шумска острва. У исто време, широк копнени мост повезује Африку са Азијом и постојала је велика инвазија животиња степске фауне у Африку. На почетку плеистоцена обновљен је влажни период и већина шуме је обновљена, док је травна фауна била подељена и изолована, као што је претходно била шумска фауна. Садашња шумска фауна стога има двоструко порекло, делимично потиче из ендемске фауне и делимично из степских облика које се прилагођавају шумском животу, док се садашња саванска фауна слично објашњава. Изолација у прошлим временима резултирала је присуством блиско повезане подврсте у широко издвојеним регионима. Африка, из које потичу људи, показује много мање доказа о губицима у плеистоценском мегафаунском изумирању, могуће јер је коеволуција великих животиња са раним људима обезбедила довољно времена да развију ефикасну одбрану. Њихова ситуација у тропима је такође поштеђена од плеистоценске глацијације и клима се није превише променила.

## Бескичмењаци
Постоје велике празнине у људском знању о афричким бескичмењацима. Источна Африка има богату коралну фауну са око 400 познатих врста. Тамо такође живи више од 400 врста бодљокожаца и 500 врста морских маховина, као и једна врста медузе (Carybdea alata). Од ваљкастих црви, људски паразити су Onchocerca volvulus, Necator americanus, Wuchereria bancrofti и Dracunculus medinensis. Неки битни биљни паразити су Meloidogyne, Pratylenchus, Hirschmanniella, Radopholus, Scutellonema and Helicotylenchus. Само неки баршунасти црви, Peripatopsis и Opisthopatus живе у Африци. Највећа разноликост слатководних мекушаца налази се у језерима Источне Африке. Од морских пужева, мања разноликост је присутна на атлантској обали, више у тропском региону Западног Индијског океана (преко 3000 врста гастропода са 81 ендемичном врстом). Коври шкољке коришћене су као новац од стране домородаца Африке. Фауна пулмоната нарочито је богата у Афромонтанским регијама, а у Африци постоје и неке ендемичне породице (нпр. Achatinidae, Chlamydephoridae), али су и друге тропске породице такође уобичајене (Charopidae, Streptaxidae, Cyclophoridae, Subulinidae, Rhytididae). Пронађено је и 156 врста тардиграда, те око 8 хиљада врста пауколиких зглавкара. Афричка диплопода Archispirostreptus gigas једна је од највећих на свету. Присутно је и 20 родова слатководних ракова.
Подземне заједнице животиња у Африци су слабо познате. Предузете су неке еколошке студије у макрофауни, углавном у Западној Африци. Земне глисте су интензивно истраживане у Западној и Јужној Африци.

### Инсекти
Приближно 100.000 врста инсеката пронађено је у Подсахарској Африци, али постоји јако мало информација о фауни као целини (процењено је да афрички инсекти чине око 10-20% свих светских врста инсеката и око 15% нових врста долази из афротропског региона). Једини ендемски афрички ред инсеката је Mantophasmatodea.
Пронађено је око 875 афричких врста вилинског коњица.
Locusta migratoria и Schistocerca gregaria биле су озбиљне претње афричкој економији и људском благостању.
Африка има највећи број родова термита од свих континената, и преко 1.000 врста термита.
Од двокрилаца, број пронађених афричких врста је око 17.000. Natalimyzidae, нова породица акалиптратних двокрилаца недавно је пронађена у Јужноафричкој Републици. Anopheles gambiae, Aedes aegypti и цеце мува су важни преносиоци болести. У Африци је познато 1.600 врста пчела и 2.000 врста мрава међу другим опнокрилцима.
У Африци такође живи и 3.607 врста лептира, што је најпознатија група инсеката. Ларве мољца Gonimbrasia belina су део јужноафричке кухиње. Међу бројним врстама афричких буба, познати су Scarabaeus, Augosoma centaurus, Manticora и огромни Goliathus.

### Лептири
Жаришта лептира укључују конговске шуме и гвинејски мозаик шума и савана. Неки лептири (Hamanumida daedalus, Precis, Eurema) су посебно везани за пашњаке и саване. Многи од њих имају веома велике популације и широк спектар. Јужна Африка има једну од највиших размера лептира плаваца (48%) за било који регион у свету са бројним врстама ограничених неким регионом. Северна Африка је у Палеоарктичкој зони и има различит састав врста.
Родови који имају бројне врсте у Африци укључују Charaxes, Acraea, Colotis и Papilio, од којих су најзначајнији Papilio antimachus и Papilio zalmoxis. Потпородица Lipteninae ендемична је за афротропе и укључује родове богате врстама као што су Ornipholidotos, Liptenara, Pentila, Baliochila, Hypophytala, Teriomima, Deloneura и Mimacraea. Потпородица Miletinae је већином афричка, од којих је најзначајни род Lachnocnema. Ендеми Nymphalidae укључују Euphaedra, Bebearia, Heteropsis, Precis, Pseudacraea, Bicyclus и Euxanthe. Ендеми Pieridae укључују Pseudopontia paradoxa and Mylothris. Ендеми скелара укључују Sarangesa и Kedestes. Највећа разноликост врста налази се у Демократској Републици Конго, који је дом за 181 врста које су ендемске.

## Рибе
Африка је континент најбогатији слатководним рибама, са око 3000 врста. Источноафричка велика језера (Викторија, Малави и Тангањика) су центар биодиверзитета многих риба, посебно циклида (имају више од две трећине процењених врста у својој породици). Регион Западноафричких обалних река само је део Западне Африке, али има 322 врсте западноафричких врста риба, са 247 ограничених само на ову област и 129 ограничених на још мањи опсег. Фауна централних река обухвата 184 врсте риба, са 119 ендемичних врста и само 33 врста ограничених на мале области. Морска разноликост је највећа у близини обале Индијског океана, са око 2000 врста.
Карактеристичне за афричку фауну су гргечке (Lates, tilapia, Dichistiidae, Anabantidae, Mudskipper, Parachanna, Acentrogobius, Croilia mossambica, Glossogobius, Hemichromis, Nanochromis, Oligolepis, Oreochromis, Redigobius, Sarotherodon, Stenogobius и друге), Gonorhynchiformes (Kneriidae, Phractolaemidae), неке рибе дводихалице (Protopterus), Characiformes (Distichodontidae, Hepsetidae, Citharinidae, Alestiidae), Osteoglossiformes (Xenomystus nigri, Gymnarchidae, Mormyridae, Pantodontidae), Siluriformes (Amphiliidae, Anchariidae, Ariidae, Austroglanididae, Clariidae, Claroteidae, Malapteruridae, Mochokidae, Schilbeidae), Osmeriformes (Galaxiidae), Cyprinodontiformes (Aplocheilidae, Poeciliidae) и Cypriniformes (Labeobarbus, Pseudobarbus, Tanakia и друге).

## Водоземци
Ендемске породице у Африци су Arthroleptidae, Astylosternidae, Heleophrynidae, Hemisotidae, Hyperoliidae, Petropedetidae и Mantellidae. Такође су широко распрострањене Bufonidae (Bufo, Churamiti, Capensibufo, Mertensophryne, Nectophryne, Nectophrynoides, Schismaderma, Stephopaedes, Werneria, Wolterstorffina), Microhylidae (Breviceps, Callulina, Probreviceps, Cophylinae, Dyscophus, Melanobatrachinae, Scaphiophryninae), Rhacophoridae (Chiromantis), Ranidae (Afrana, Amietia, Amnirana, Aubria, Conraua, Hildebrandtia, Lanzarana, Ptychadena, Strongylopus, Tomopterna) и Pipidae (Hymenochirus, Pseudhymenochirus, Xenopus). "Глобална процена водоземаца" од 2002. до 2004. године од стране Међународне уније за заштиту природе, открила је да за само око 50% адротропских водоземаца постоје мале бриге за очување, отприлике 130 врста је угрожено, од чега је једна четвртина у критичној фази. Скоро сви водоземци Мадагаскара (238 врста) су ендемични за тај регион. Западноафричка жаба голијат је највећа врста жаба на свету.

## Гмизавци
Центар разноликости камелеона је Мадагаскар. Змије пронађене у Африци укључују atractaspididae, морске змије (кобре, Aspidelaps, Boulengerina, Dendroaspis, Elapsoidea, Hemachatus, Homoroselaps и Paranaja), causines, viperines (Adenorhinos, Atheris, Bitis, Cerastes, Echis, Macrovipera, Montatheris, Proatheris, Vipera), colubrids (Dendrolycus, Dispholidus, Gonionotophis, Grayia, Hormonotus, Lamprophis, Psammophis, Leioheterodon, Madagascarophis, Poecilopholis, Dasypeltis, итд.), pythonids (питон), слепе змије (Typhlops) и витке слепе змије (Leptotyphlops, Rhinoleptus).
Од гуштера, најчешће су врсте гекоа (дневни геко, Afroedura, Afrogecko, Colopus, Pachydactylus, Hemidactylus, Narudasia, Paroedura, Pristurus, Quedenfeldtia, Rhoptropus, Tropiocolotes, Uroplatus), Cordylidae, као и Lacertidae (Nucras, Lacerta, Mesalina, Acanthodactylus, Pedioplanis), Agamas. Постоји 12 родова и 58 врста афричких amphisbaenians (Chirindia, Zygaspis, Monopeltis, Dalophia).
Присутно је и неколико родова тортозоа (Kinixys, Pelusios, Psammobates, Geochelone, Homopus, Chersina), корњача (Pelomedusidae, Cyclanorbis, Cycloderma, Erymnochelys) и три врсте крокодила (нилски крокодил, Crocodylus cataphractus и западноафрички патуљасти крокодил).

## Птице
У Африци живи (привремено или стално) више од 2.600 врста птица, од којих су 1.500 певачице. Око 114 њих су угрожене врсте. Афротропи имају различите ендемичне породице птица, укључујући нојеве (Struthionidae), сунчане птице (Nectariniidae), секретаре (Sagittariidae), морке (Numididae), мишјакиње (Coliidae) и Mesitornithidae. Многе друге птице укључују папагаје (агапорнис, Poicephalus, Psittacus), разне ждралове (Grus paradisea, Balearica, Grus carunculata), роде (Egretta vinaceigula, Egretta ardesiaca, Leptoptilos crumenifer, Ciconia abdimii, Balaeniceps rexí), дропље (Ardeotis kori, Neotis, Eupodotis, Lissotis), саџе (Pterocles), модровране (пчеларице, токе, Ceratogymna), фазане (Coturnix delegorguei, Coturnix adansonii, Afropavo congensis, Margaroperdix madagarensis, Ptilopachus petrosus, Francolinus). Детлићи укључују медовође (Indicatoridae), Lybiidae, Sasia africana, Geocolaptes olivaceus, Dendropicos и Campethera. Трогони су представљени једним родом ((Apaloderma). Магарећи пингвин (Spheniscus demersus) је једина врста пингвина. Мадагаскар је био дом за сада изумрлу породицу слоновки.
Африка је дом за бројне птице певачице (Anthus, Oriolidae, Parmoptila, Nilaus afer, Cisticola, Amadina, Anthoscopus, Mirafra, Hypargos, Eremomela, Euschistospiza, Erythrocercus, Malimbus, Pitta, Uraeginthus, Nigrita, Nesocharis, Pytilia, Mandingoa nitidula, Cryptospiza, Pyrenestes, Spermophaga, Lagonosticta, Estrilda, Amandava, Ortygospiza, Lonchura, Ploceidae, Pholidornis rushiae, Corvus albus, Corvus albicollis, Corvus crassirostris, Corvus capensis и друге). Quelea quelea је најраспрострањенија врста птица на свету.
Од 589 врста птица (изузев морских птица) које расту у палеоарктичкој зони (умереној Европи и Азији), 40% проводе зиму негде друго. Од оних врста које се селе, 98% путују на југ до Африке.

## Сисари
Више од 1100 врста сисара живи у Африци. Африка има три ендемска реда сисара, цевозупке (Orycteropus afer), Afrosoricida (Tenrecidae и Chrysochloridae), и Macroscelidea (Macroscelididae). Тренутно истраживање филогеније сисара предложило је афротеријску класу (која укључује искључиво афричке редове). Тропски и подтропски травњаци, саване и шикаре су познате по својој разноликости великих сисара.
Афричка Soricomorpha укључује Myosoricinae и Crocidurinae потпородице. Јежеви укључују Paraechinus aethiopicus, Atelerix и друге. Глодаре представљају Paraxerus, Xerus, Funisciurus, Gerbillinae, Thryonomys, Thallomys paedulcus, Nesomyidae, Pedetes, Spalacidae, Petromus typicus, Lemniscomys, Heliosciurus, Thamnomys, бодљикави прасићи Старог света, Stochomys longicaudatus, гривасти пацов, Deomyinae, Aethomys, Arvicanthis, Colomys, Dasymys, Dephomys, Epixerus, Grammomys, Graphiurus, Hybomys, Hylomyscus, Malacomys, Mastomys, Mus, Mylomys, Myomyscus, Oenomys, Otomys, Parotomys, Pelomys, Praomys, Rhabdomys, Stenocephalemys и многи други. Афрички кунићи и зечеви укључују Bunolagus monticularis, Poelagus marjorita, Lepus capensis, Lepus saxatilis, Lepus starcki, Lepus microtis, Lepus habessinicus и неколико врста Pronolagus. Међу морским сисарима постоји неколико врста делфина, 2 врсте морских крава и фока (нпр. Arctocephalus pusillus). Од звери постоји 60 врста, укључујући упадљиве хијене, лавове, леопарде, гепарде, сервале, као и мање истакнуте шишмишоухе лисице, Ictonyx striatus, Poecilogale albinucha, каракале, Mellivora capensis, белогрле видре, неколико мунгоса, шакала и цибета. Породица Eupleridae ограничена је на Мадагаскар.
Списак унгулатних сисара Африке дужи је него код било којег другог континента. Највећи број савремених шупљорогих говеда може се наћи у Африци (афрички биво, дујкер, импала, дик-дик, антилопа камењарка, ориби, геренук, хартбист, гну, кларкова газела, Pelea capreolus, Taurotragus, Reduncinae, Oryx, Tragelaphus, Hippotragus, Neotragus, Raphicerus, Damaliscus). Други унгулати са парним бројем прстију укључују жирафе, нилске коње, Potamochoerus larvatus, Potamochoerus porcus, Hylochoerus meinertzhageni и Phacochoerus africanus. Унгулате са непарним бројем прстију представљају три врсте зебри, афричких дивљих магараца, белих и црних носорога. Највећи афрички сисар је афрички слон, док је други највећи његова мања верзија, афрички шумски слон. У Африци се могу наћи и четири врсте љускаваца.
Афричка фауна садржи 64 врсте примата. Четири врсте великих човеколиких мајмуна (Hominidae) су ендемски у Африци: обе врсте горила (западна горила - Gorilla gorilla и источна горила - Gorilla beringei) и обе врсте шимпанзи (обична шимпанза - Pan troglodytes и бонобо - Pan paniscus). Људи и њихови преци потичу из Африке. Остали примати укључују Colobinae, павијане, Theropithecus gelada, Chlorocebus pygerythrus, Cercopithecus, макакије, Mandrillus, мангабе, талапоине, патасе, Allenopithecus nigroviridis и Rungwecebus kipunji. Лемури и ај-аји су карактеристични за Мадагаскар.